# 神聖な舞曲と世俗的な舞曲
『神聖な舞曲と世俗的な舞曲』（しんせいなぶきょくとせぞくてきなぶきょく、Danse sacrée et Danse profane ）は、クロード・ドビュッシーが1904年に作曲した、ハープ独奏と弦楽合奏のための作品。

## 作曲の経緯
この作品は、プレイエル社が開発した半音階ハープ（クロマティック・ハープ）のために作曲された。従来のハープが全音階に調律され、半音階にペダル操作を必要としたのに対し、半音階ハープは弦の数を増やして半音階の演奏を容易にしようとしていた。結局この楽器は普及に至らず、エラール社の開発したダブル・アクション方式のペダル・ハープが、改良を重ねて今日用いられるハープになっている。
しかし発明当時、この半音階ハープは注目を集め、1900年にはブリュッセル王立音楽院でこの楽器の講座が開かれた。プレイエル社はこの楽器の普及のため、1904年に音楽院でのコンクールのための楽曲をドビュッシーに依頼した。それを受けてドビュッシーは、同年4月から5月にかけてこの作品を作曲した。ただし、ドビュッシー自身は半音階ハープを特に気に入ったわけでなく、むしろペダル・ハープの方が優れていると考えていたようである。今日ではこの作品もペダル・ハープで演奏される。
なお、エラール社は対抗してラヴェルにペダル・ハープの優位を示すための作品を依頼し、『序奏とアレグロ』が生まれた。
初演は1904年11月6日、ヴュルムゼ＝デルクール夫人のハープ独奏、エドゥアール・コロンヌ指揮のコンセール・コロンヌによって行われた。

## 楽曲構成
緩・急2曲からなるが、続けて演奏される。演奏所要時間は、全曲で約9分。
神聖な舞曲（Danse sacrée ）
トレ・モデレ（Très modéré）　ニ短調　2分の3拍子
世俗的な舞曲（Danse profane ）
モデレ（Modéré）　ニ長調　4分の3拍子